# Skalka u Doks
Skalka u Doks es una localidad situada en el distrito de Česká Lípa, en la región de Liberec, República Checa. Tiene una población estimada, a principios del año 2022, de 162 habitantes.
Está ubicada al oeste de la región, en la zona de los montes Jizera (Sudetes occidentales) y el río Jizera —un afluente derecho del río Elba—, a poca distancia al norte de Praga y cerca de la frontera con Alemania y las regiones de Ústí nad Labem y Bohemia Central.